# Фрідріх Гюффмаєр
Фрідріх Гюффмаєр (нім. Friedrich Hüffmeier; 14 червня 1898, Кунерсдорф — 13 січня 1972, Мюнстер) — німецький військово-морський діяч, віце-адмірал крігсмаріне (1 січня 1945).

## Біографія
16 вересня 1914 року вступив добровольцем на важкий крейсер «Фрейя». Учасник Першої світової війни, служив на лінійному кораблі «Лотарингія» (грудень 1914 — січень 1916), закінчив військово-морське училище (1916). У березні 1918 року переведений в підводний флот, вахтовий офіцер на підводному човні U-19 (серпень-жовтень 1918). У жовтні 1918 року зарахований в 157-й піхотний полк, командир роти.
З жовтня 1920 року — командир роти корабельної дивізії «Нордзе». З 1 квітня 1922 по 30 вересня 1923 року — вахтовий офіцер на крейсері «Берлін», з 24 вересня 1926 року — на лінійному кораблі «Ганновер», з 1 березня 1927 по 30 вересня 1928 року — «Сілезія». Потім на штабних посадах, з 1 квітня 1931 року — начальник відділу Морського керівництва. З 21 березня 1936 року — 1-й офіцер легкого крейсера «Кельн». 21 травня 1938 року переведений в ОКМ референтом.
З 26 серпня 1939 року — офіцер зв'язку ВМС при Генштабі сухопутних військ. 13 вересня 1939 року очолив Конструкторський відділ в Управлінні будівництва підводного флоту. З 29 травня 1941 року — командир легкого крейсера «Кельн». 29 березня 1942 року призначений командиром лінійного корабля «Шарнгорст». 17 жовтня 1943 року переведений в Штаб керівництва морською війною. З 25 липня 1944 року  — командувач на островах Ла-Маншу, одночасно виконував обов'язки коменданта фортеці Гаернсей (25 липня 1944 — 9 травня 1945), начальника штабу командувача (1 жовтня 1944 — 26 лютого 1945) і командувача (26 лютого — 9 травня 1945) частинами вермахту на островах Ла-Маншу. 9 травня 1945 року капітулював і поміщений в табір для військовополонених. 2 квітня 1948 року звільнений.

## Нагороди
- Залізний хрест 2-го класу
- Почесний хрест ветерана війни з мечами
- Медаль «За вислугу років у Вермахті» 4-го, 3-го і 2-го класу (18 років; 2 жовтня 1936) — отримав 3 нагороди одночасно.
- Іспанський хрест в сріблі (6 червня 1939)
- Застібка до Залізного хреста 2-го класу
- Залізний хрест 1-го класу
- Нагрудний знак флоту
- Хрест Воєнних заслуг 2-го і 1-го класу з мечами